# 제머링 철도
제머링 철도(독일어: Semmeringbahn)는 오스트리아의 표준궤 트랙으로 클로니츠에서 시작하여 제머링 고개를 거쳐 뮈르추슐라크까지 이어지는 유럽 최초의 산악 철도였다. 매우 험난한 지형과 건설 과정에서 숙달된 상당한 고도차를 감안할 때 세계 최초의 진정한 산악 철도로 통칭된다. 그것은 여전히 오스트리아 연방 철도에 의해 운영되는 남부 철도의 일부로 완전히 기능하고 있다.

## 역사

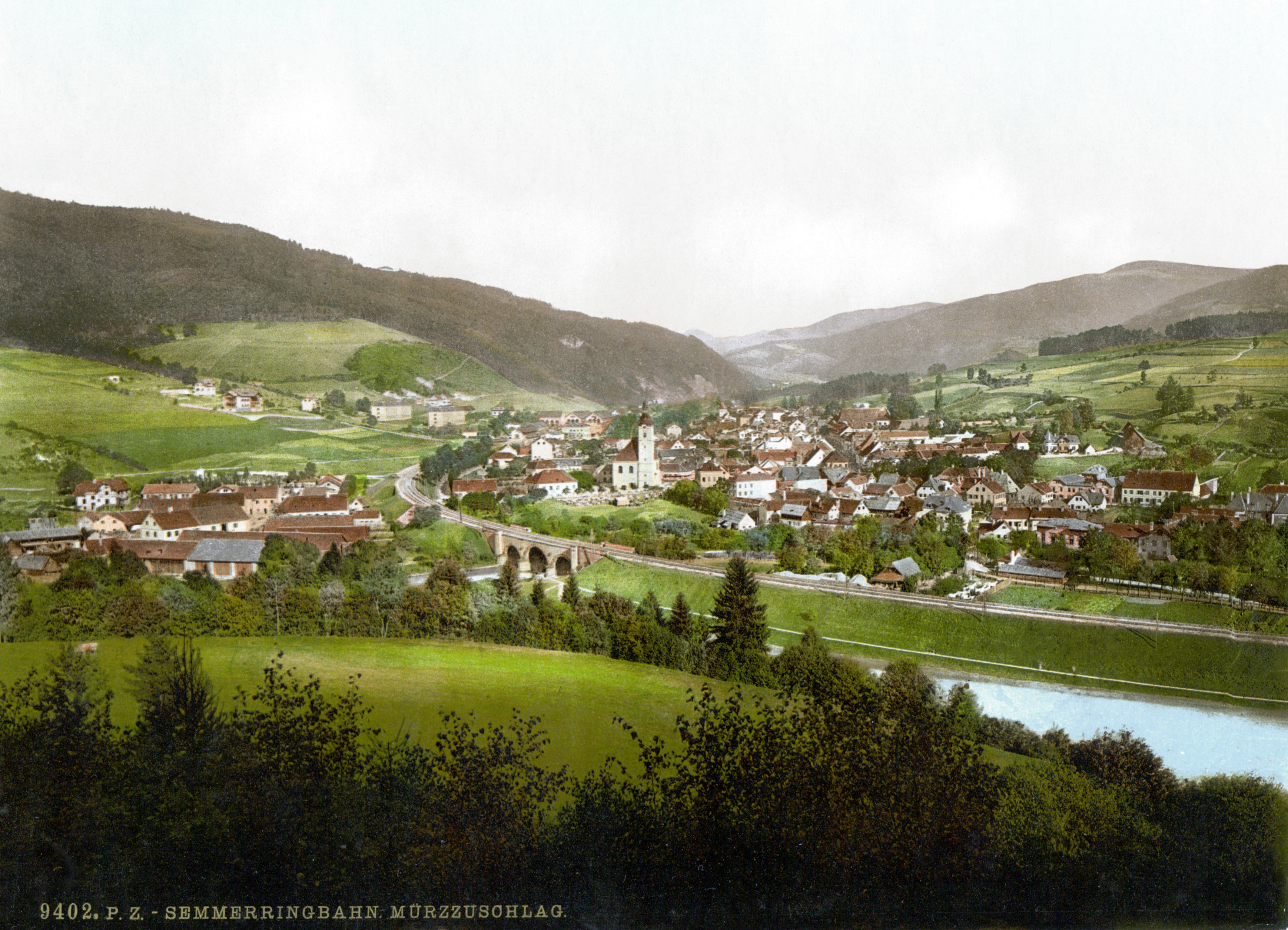
뮈르추슐라크, 1900년경

제머링 철도는 1848년에서 1854년 사이에 알바니아 가정의 카를로 게가로, 베니스에서 태어난 프로젝트 디자이너이자 감독인 카를 폰 게가 아래 약 20,000명의 근로자에 의해 건설되었다. 건설에는 14개의 터널 (그중 1,431m 정상 터널), 16개의 고가교(몇 개의 2층), 100개 이상의 석조 아치 교량 및 11개의 작은 철교가 있다. 역과 역무원을 위한 건물은 종종 터널을 만들 때 파낸 폐석으로 직접 만든 것이다.
전체 길이 41km에 걸쳐 제머링 철도는 460m의 고도차를 극복한다. 길이의 60%에서 기울기는 2.0-2.5%(40m 경로 거리에서 1m 고도 차이에 해당)이고, 16%는 190m의 곡률반경을 나타낸다. 이것은 철도 건설의 완전히 새로운 기술적 차원이었고, 결과적으로 발생하는 문제를 처리하기 위해 새로운 측량 도구와 방법을 개발해야 했다. 또한 엥게르트 기관차에는 당시 일반적으로 사용되는 형식이 극단적인 구배와 회전 반경을 처리할 수 없었기 때문에 신기술이 채택되었다.
건설 중에도 제머링 철도는 ‘조경 정원 가꾸기’의 노력으로 인식되었다. 즉, 기술과 자연의 조화로운 결합을 시도했다. 제머링 철도가 제공한 독특한 여행 경험은 제머링 지역의 관광 개통에 크게 기여했다. 수많은 호텔과 저택이 이 시대의 증인이다. 세기의 전환기에 접어든 이 엄청난 상승세와 20세기 전반부의 동계 스포츠 지역으로서의 이 지역의 재평가는 처음에는 제1차 세계 대전으로 중단되었고, 그 다음에는 인구의 레크리에이션 요구 변화로 인해 중단되었다. 따라서 이 독특한 문화경관은 거의 변화 없이 보존될 수 있다. 건설된 지 160년이 지난 지금도 충분히 이용되고 있는 제머링 철도의 여행은 다양한 풍경, 전형적인 저택의 스타일, 고가교와 터널의 특징적인 순서로 여행객들에게 특별한 경험으로 감동을 준다.
1998년 제머링 철도는 유네스코 세계 문화 유산 목록에 추가되었다.

고가교
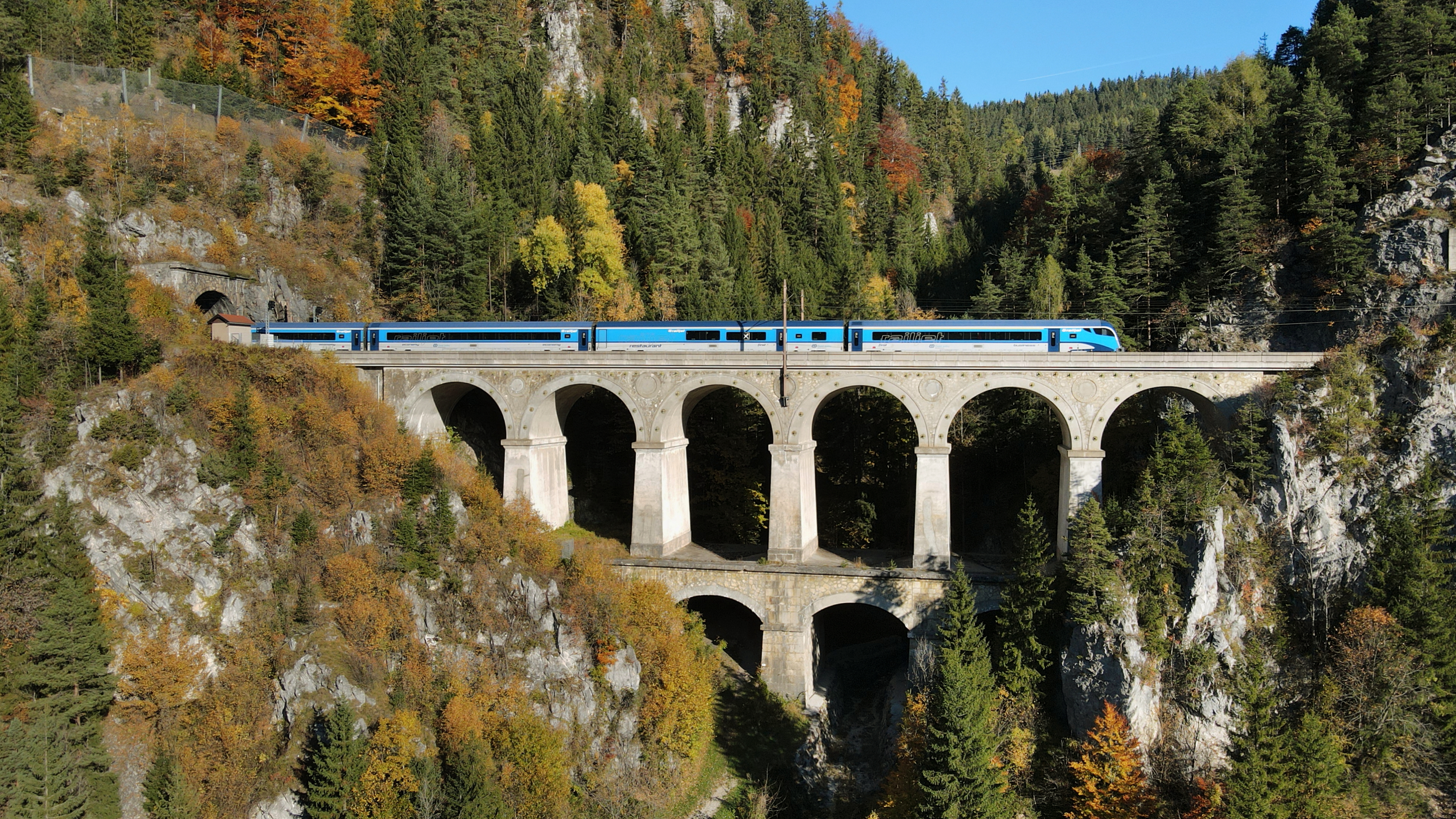
크라우젤 클라우세
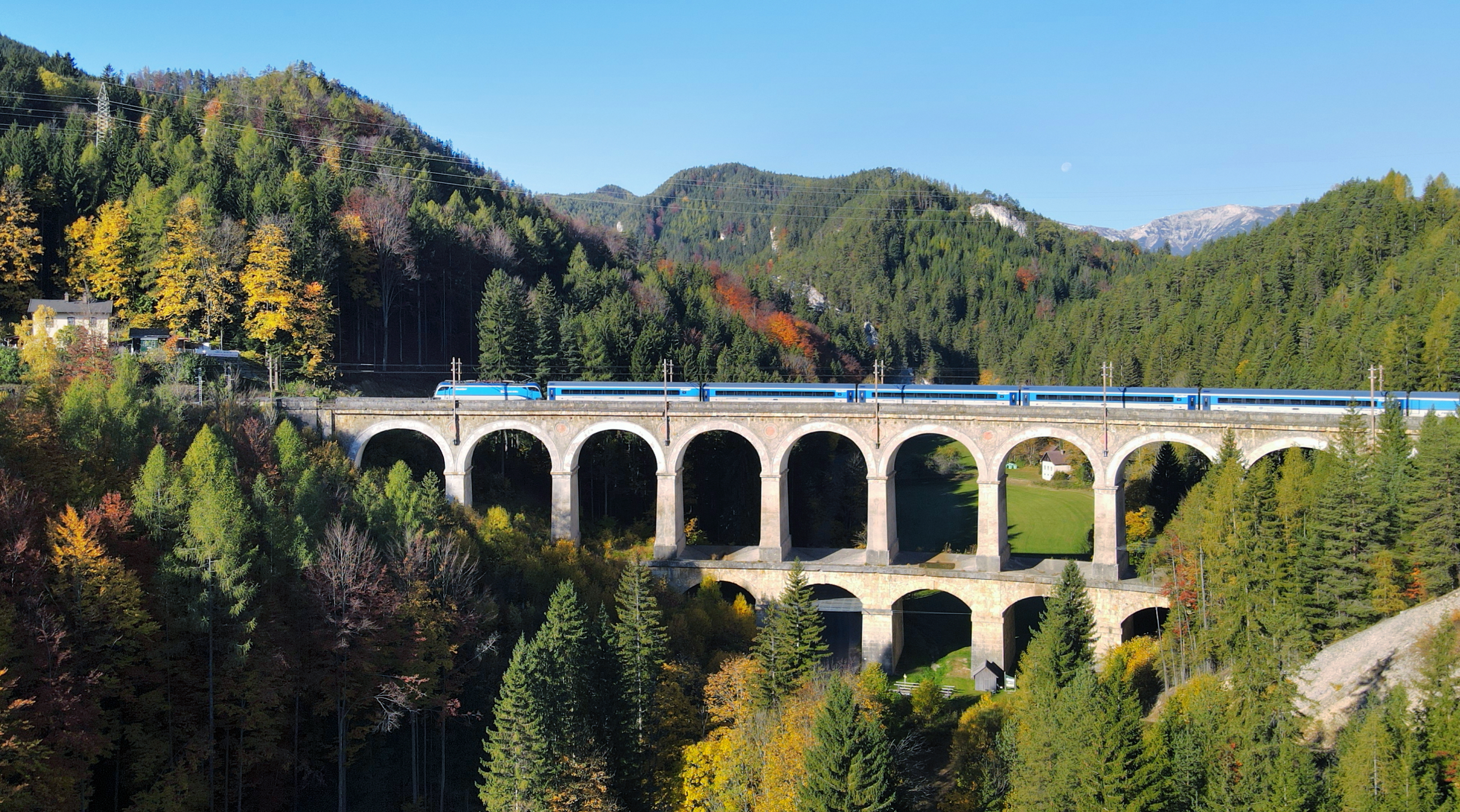
칼테 리네

## 차량
현재 제머링 철도는 이 노선에 대해 잘 알려진 지멘스 ES64U2 기관차를 ÖBB의 주요 주력 차량으로 사용한다. 1963년부터 ÖBB 클래스 1142 기관차를 사용하여 현재 은행 엔진으로 사용되고 있으며, 1977년부터 ÖBB 클래스 1144도 은행 엔진 및 화물/여객 엔진으로 사용한다. 1971년 이곳은 SJ Rc 기관차가 ÖBB 클래스 1043의 기초를 둔 시험을 수행한 곳이다.
지역 열차의 경우 봄바르디어 탈렌트(ÖBB 클래스 4024) 및 지멘스 Desiro ML (ÖBB 클래스 4744)이 사용된다.

## 제머링 베이스 터널
2012년 4월 25일, 27.3km의 제머링 베이스 터널 건설을 위한 착공이 이루어졌다. 이 터널은 제머링 철도의 41km를 우회한다. 터널은 2024년에 개통될 예정이며, 총비용은 31억 유로이다.

## 기념주화
제머링 고산 철도는 많은 수집가 동전과 메달의 주요 동기였다. 가장 유명하고 최근에 만들어진 것 중 하나는 150년 동안의 고산 철도 주화이다. 앞면에는 역사적 기관차와 현대 기관차의 두 가지 기관차가 나와 있다. 동전의 뒷면은 전형적인 제머링 견해를 보여준다. 엥게르트 증기 기관차가 독특한 육교 중 하나를 가로지르는 터널에서 막 나타났다.
1967년 오스트리아 실링 노트의 한쪽에는 엔지니어가 있고, 다른 한쪽에는 제머링 장면(독특한 2층 다리 중 하나 포함)이 있다.

## 같이 보기
- 오스트리아의 세계유산